# Esther Petrack
Esther Alexandra Petrack (Jerusalén, 31 de marzo de 1992) es una modelo israelí-estadounidense que fue concursante en el ciclo 15 del programa estadounidense America's Next Top Model en 2010. Petrack es una judía ortodoxa moderna de Boston, Massachusetts.

## Primeros años
Petrack nació en Jerusalén, vivió en Francia cuando era niña y creció en Brookline, Massachusetts. Asistió a la Maimonides School en Brookline, donde participó en la administración de una cocina de sopa kosher. Le dijo a The Jewish Advocate que se perdió su graduación de la escuela secundaria porque estaba filmando para el espectáculo, mientras que le dijo a Maimonides que estaba visitando a sus parientes en Francia.

## America's Next Top Model
Petrack se postuló al ciclo 15 de America's Next Top Model durante su último año de escuela secundaria. Ella apareció en uno de los primeros anuncios publicitarios para el programa. El estreno del Ciclo 15 fue en la víspera de Rosh Hashaná, el Año Nuevo judío; antes del estreno, Petrack publicó en su página de Facebook que no podría ver el estreno hasta dos días más tarde debido a su observancia de las vacaciones. Petrack ocupó el séptimo lugar entre las 14 concursantes.

## ANTMy judaísmo
ANTM permitió a Petrack seguir las leyes de comida kosher del judaísmo; le asignaron un presupuesto semanal para comprar comida de su elección y platos y cubiertos desechables. Según su madre, ella «toveló» las ollas (el ritual del judaísmo para purificar platos hechos de ciertos materiales) en el Océano Pacífico. En el episodio del 20 de octubre, se dedicó un segmento entero al judaísmo de Petrack y al grado en que la diferenciaba de las otras chicas. Durante el segmento, Jane Randall le pidió que dijera algo en hebreo (ella respondió, «Shmi Esther»—«Mi nombre es Esther» ) y la cámara enfocó el gabinete marcado como «Esther's Stuff» el cual contenía todos sus materiales kosher. Los blogs favorecieron su participación, otros no.

## Controversia
Petrack ha recibido muchas críticas del mundo judío ortodoxo por su participación en un espectáculo que a menudo se considera perjudicial para la imagen corporal de las mujeres. Los escritores de la revista Tablet, The Jewish Chronicle, y Finkorswim.com se sintieron decepcionados con la supuesta respuesta de Petrack «Lo haré» cuando Tyra Banks le preguntó si renunciaría a la observancia del sábado para participar en el programa. Además, la administración del alma mater de Petrack, Maimonides School, fue muy crítico con su participación en el programa.
El 19 de octubre de 2010, la madre de Petrack, Marina, respondió a las acusaciones de que su hija renunciaría a su observancia religiosa por un lugar en el programa, calificando las acusaciones de «escandalosas» y culpando a la edición de America's Next Top Model por extraer cuatro palabras, «Lo haré», de una «larga conversación sobre los principios y las leyes del shabat y cómo Esther planeaba observarlos».

## Después deANTM
A partir de junio de 2011, Petrack estaba trabajando como camarera en Jerusalén mientras estudiaba hebreo en la Universidad Hebrea de Jerusalén. Aunque tenía planes de continuar sus estudios de pregrado en Barnard College para el otoño de 2012, desde entonces ha inmigrado permanentemente a Israel. Ella ahora está sirviendo en el ejército israelí, la IDF. Ella fue firmada con la agencia de moda israelí A.D.D. y trabajó con Grip para su colección Invierno 2010/2011.